# Ragunda revir
Ragunda revir var ett skogsförvaltningsområde inom Mellersta Norrlands överjägmästardistrikt och Jämtlands samt Västernorrlands län som omfattade Håsjö, Hällesjö, Ragunda, Nyhems och Stuguns socknar samt av Fors socken kronoparken Åslandet och av Indals-Lidens socken kronoparken Boda. Reviret, som var indelat i fem bevakningstrakter, omfattade 16 371 hektar allmänna skogar (1920), varav nio kronoparker med en areal av 12 864 hektar.